# Vienne (stad)
Vienne is een stad en gemeente in het Franse departement Isère (regio Auvergne-Rhône-Alpes). De plaats is de onderprefectuur van het arrondissement Vienne. Vienne telde 31.555 inwoners op 1 januari 2022.

## Geografie
De oppervlakte van Vienne bedroeg op 1 januari 2022 22,65 vierkante kilometer; de bevolkingsdichtheid was toen 1.393,2 inwoners per km². De stad is gelegen op de linkeroever van de Rhone, bij de monding van de Gère, 30 km ten zuiden van Lyon.
De onderstaande kaart toont de ligging van Vienne met de belangrijkste infrastructuur en aangrenzende gemeenten.

## Demografie
Onderstaande figuur toont het verloop van het inwonertal (bron: INSEE-tellingen).

## Geschiedenis

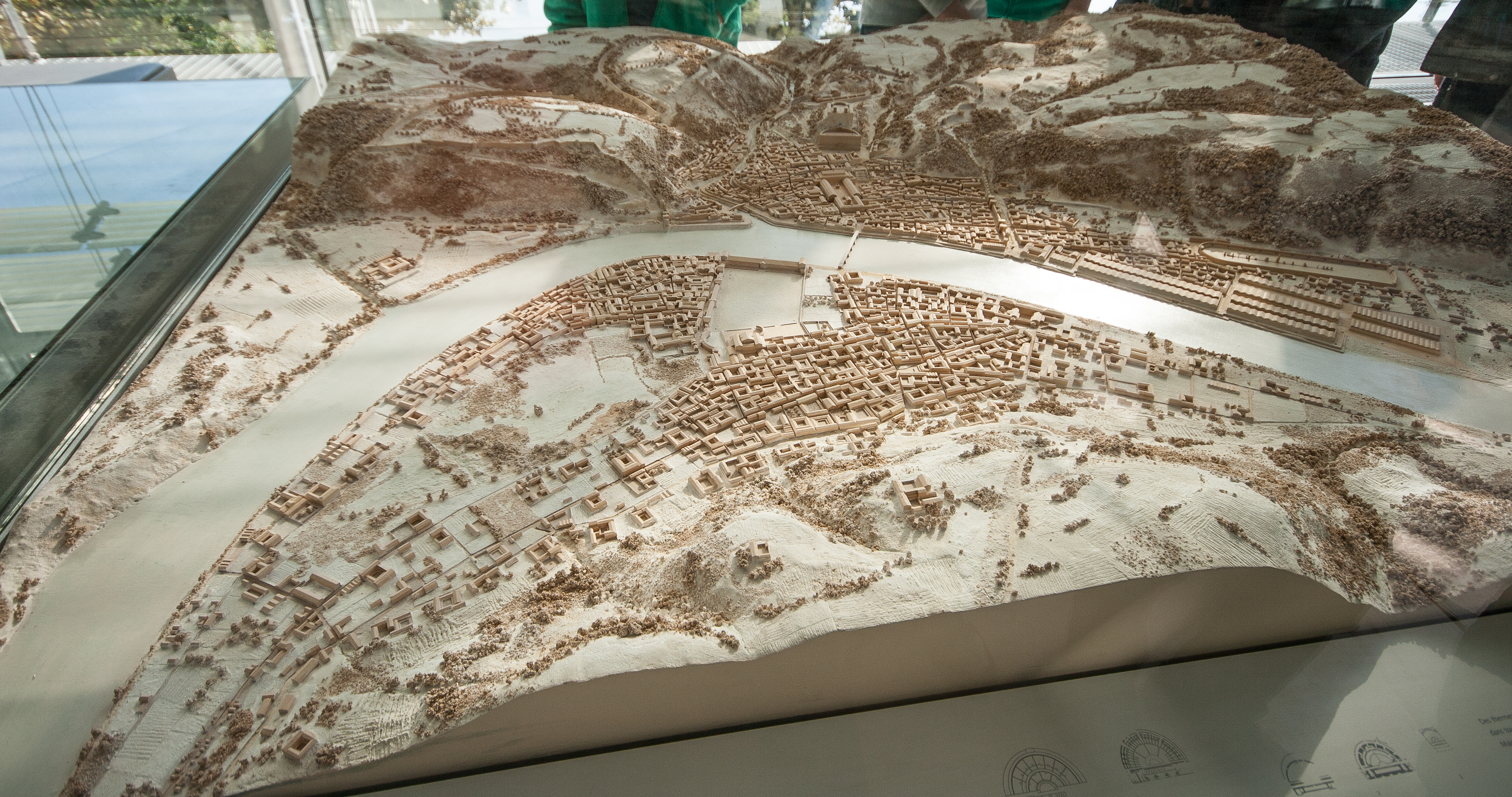
Maquette van Romeins Vienne aan weerszijden van de Rhône

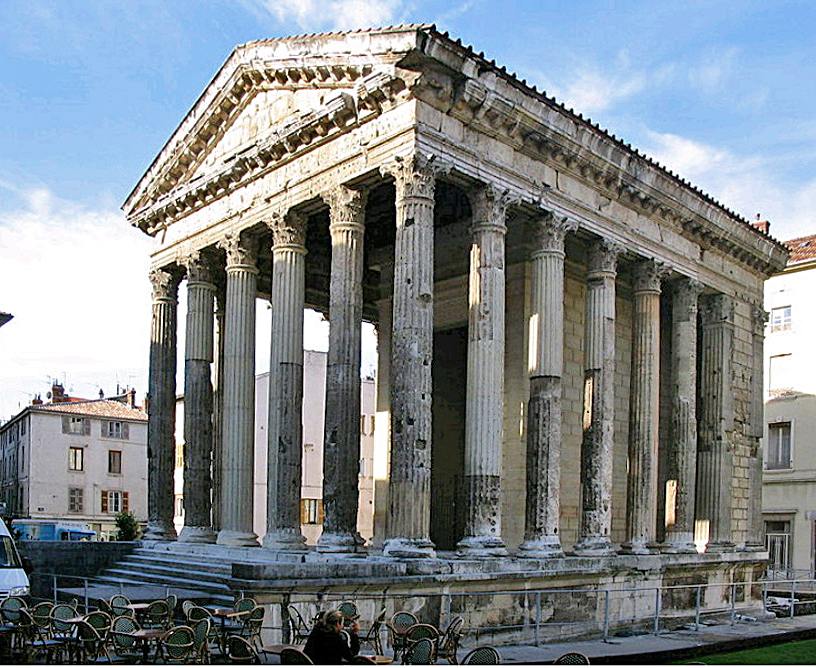
Romeinse tempel, gewijd aan Augustus en Livia

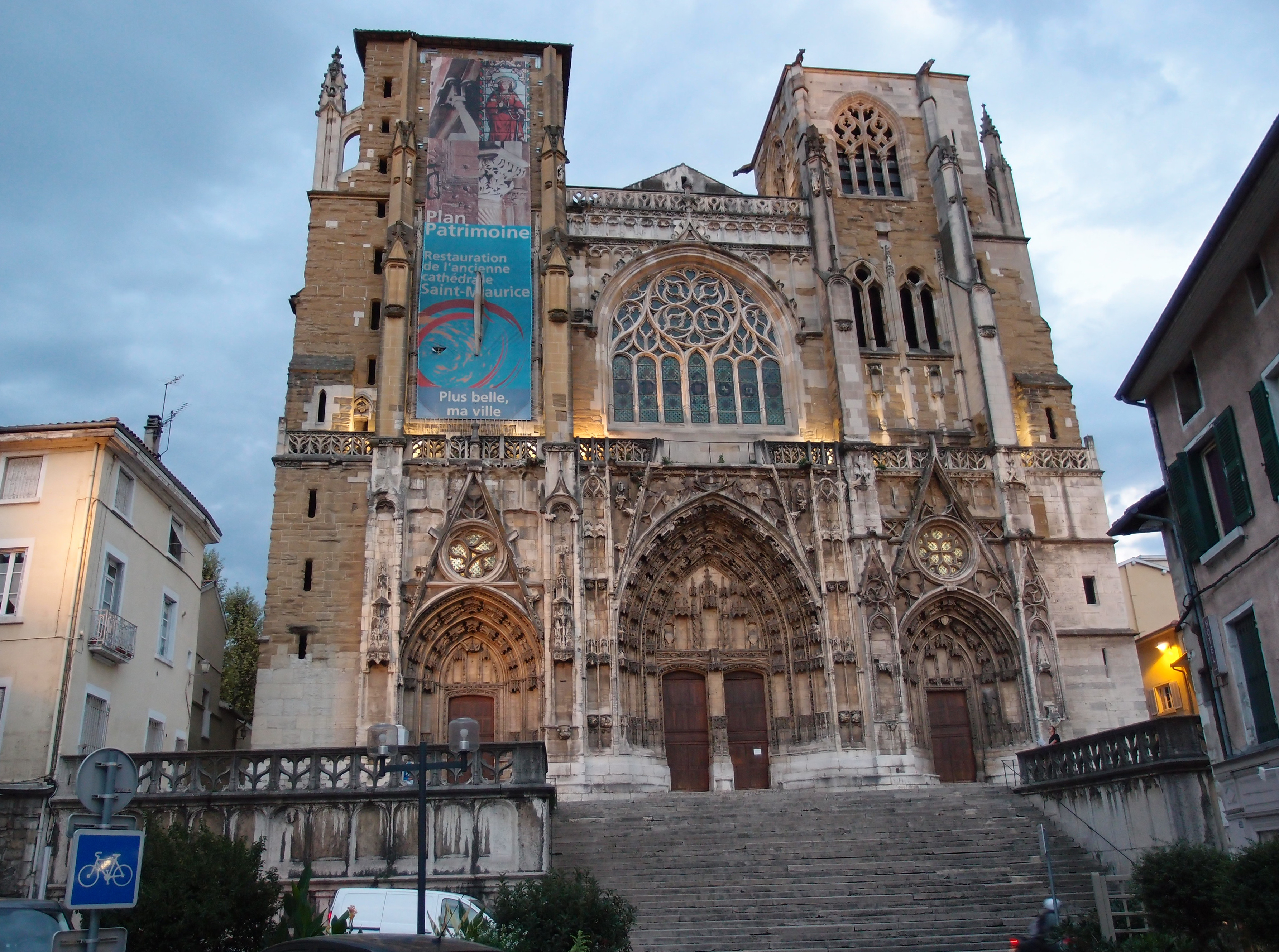
Gotische kathedraal Saint-Maurice met Romeinse trappartij

In de 5e eeuw v.Chr. werd bij de monding van Gère in de Rhône een nederzetting van de Allobroges gesticht. Het werd later een hoofdstad van deze Gallische volksstam. In 121 v.Chr. werd Vienne Romeins. Onder de Romeinen breidde de stad zich uit tot op de rechteroever van de Rhône. Het werd een Romeinse kolonie onder Julius Caesar rond 47 v.Chr., maar het lukte de Allobroges om de Romeinen weer te verdrijven; de bannelingen stichtten vervolgens Lugdunum, het hedendaags Lyon. Tijdens het Romeinse keizerrijk kreeg Imperium Vienna zoals het door de Romeinen genoemd werd (niet te verwarren met Wenen dat ze Vindobona noemden) al zijn vroegere privileges als Romeinse kolonie. Herodes Archelaüs werd hiernaartoe verbannen in het jaar 6. In 257 werd Postumus hier uitgeroepen tot keizer van het Gallische keizerrijk dat zo’n twaalf jaar heeft bestaan met als hoofdstad Trier.
Vienne was een belangrijke bisschopszetel; volgens de overlevering heeft de apostel Paulus hier Crescens aangesteld. In ieder geval zouden de kerken van Vienne en Lyon in 177 een brief aan de kerken van Asia en Phrygië geschreven hebben, en Eusebius noemt een dienaar of diaken van Vienne. De eerste historische bisschop was Verus, die in 314 het Concilie van Arles bijwoonde. Rond 450 werden de bisschoppen van Vienne aartsbisschop en discussieerden met de bisschop van Lyon over wie de aartsbisschop van alle Galliërs was.
Tijdens de Grote Volksverhuizing had Vienne telkens weer het ongeluk een doelwit te zijn. In 438 werd de stad ingenomen door de Bourgondiërs, daarna was ze weer 35 jaar in Romeinse handen. Ze werd ingenomen door de Franken in 534, geplunderd door de Longobarden in 558 en door de Moren in 737. 

### Legende
Volgens een chanson de geste van Bertrand de Bar-sur-Aube, geschreven rond 1180, zouden op een eiland in de Rhône, Roland (Roeland) en Oliver (Olivier) tegen elkaar in een tweekamp hebben gestreden. De stad zou toen, in de 8e eeuw, in handen zijn van graaf Girart de Vienne, de jongste zoon van Garin de Monglane. Zijn drie even legendarische oudere broers waren: Hernaut de Biaulande, Milon de Puglia (Apulië) en Renier de Geneva (Genève), die ook in de stad Vienne verbleven, toen deze zeven jaar lang werd belegerd door Karel de Grote. Oliver was de zoon van Renier de Geneva en neef van Girart de Vienne. Aude, op wie Roland verliefd was, was Olivers zuster. Ook zij verbleef tijdens de belegering in Vienne. Door tussenkomst van een engel liep het gevecht voor beide helden goed af. Uiteindelijk sloten Karel de Grote en Girart de Vienne vrede. In het lied wordt ook melding gemaakt van een tunnel van de stad naar het bos van Clermont, zó breed en hoog dat er ruiters door konden. Die tunnel zou gemaakt zijn door de heidenen, die ook de onneembare muren hadden opgericht. Aude zou trouwen met Roland, werd in Vienne besloten, maar door de Slag bij Roncesvalles in 778, waarbij Roland omkwam (Roelantslied), ging het huwelijk niet door.

### Middeleeuwen

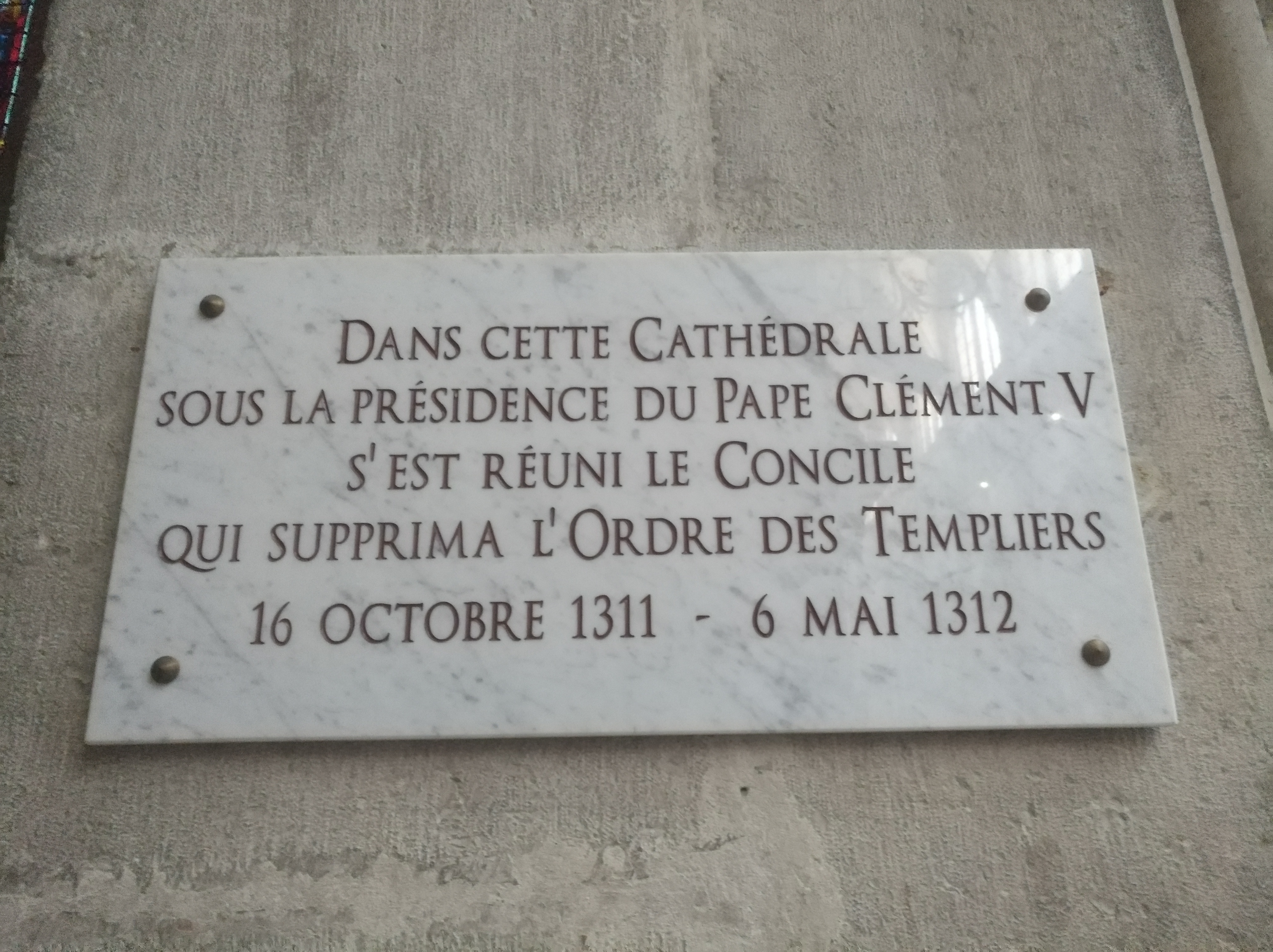
Herdenkingsplaquette in de kathedraal van het opheffen van de Orde der Tempeliers (Concilie van Vienne, 14e eeuw)

Koning Karel de Kale wees het district in 869 toe aan de graaf van Provence, Boso van Provence, die zich tot koning uit liet roepen. Vienne was onderdeel van het koninkrijk Provence (later Arles) tot 1032, toen het zich weer aansloot bij het Heilige Roomse Rijk. In werkelijkheid regeerden de aartsbisschoppen. Aartsbisschop Jean van Bernin liet in de 13e eeuw het Château de la Bâtie optrekken en het koor van de kathedraal en de brug over de Rhône herstellen. Dit deed hij met het in beslag genomen geld van Joodse handelaren, die hij uit de stad had verjaagd.
In 1310 riep paus Clemens V op aanstichten van koning Filips IV van Frankrijk (de Schone) te Vienne het 15e oecumenisch concilie bijeen, dat de opheffing en vervolging van de ridderorde van de Tempeliers legitimeerde. Hun rijkdommen kwamen aan de Franse koning.
In 1449 droegen de aartsbisschoppen hun wereldlijke macht over aan Frankrijk.

### Moderne tijd
In 1801 werd de bisschopszetel opgeheven.
In de 19e eeuw kwamen er textielfabrieken, die werden aangedreven door waterkracht afkomstig van de rivier de Gère. Met de komst van stoommachines kwam er ook industrie in andere delen van de gemeente. De textielindustrie bleef belangrijk tot het midden van de 20e eeuw, onder andere als leverancier van het Franse leger. Er kwamen ook munitiefabrieken.

## Cultuur

### Bezienswaardigheden
De stad bezit meer dan 40 historische monumenten en sites.
Op de oever van de Gère zijn de sporen van de bolwerken van de oude Romeinse stad te vinden, en oostelijk van de stad zijn er overblijfselen van een Romeins stadion; er zijn daar ook ruïnes van een 13e-eeuws kasteel dat op een Romeins fundament was gebouwd. Verder zijn er nog aquaducten en sporen van Romeinse wegen te zien, een tempel opgericht door Claudius I ter ere van Augustus en Livia en een Romeins gebouw waarvan de functie onbekend is.

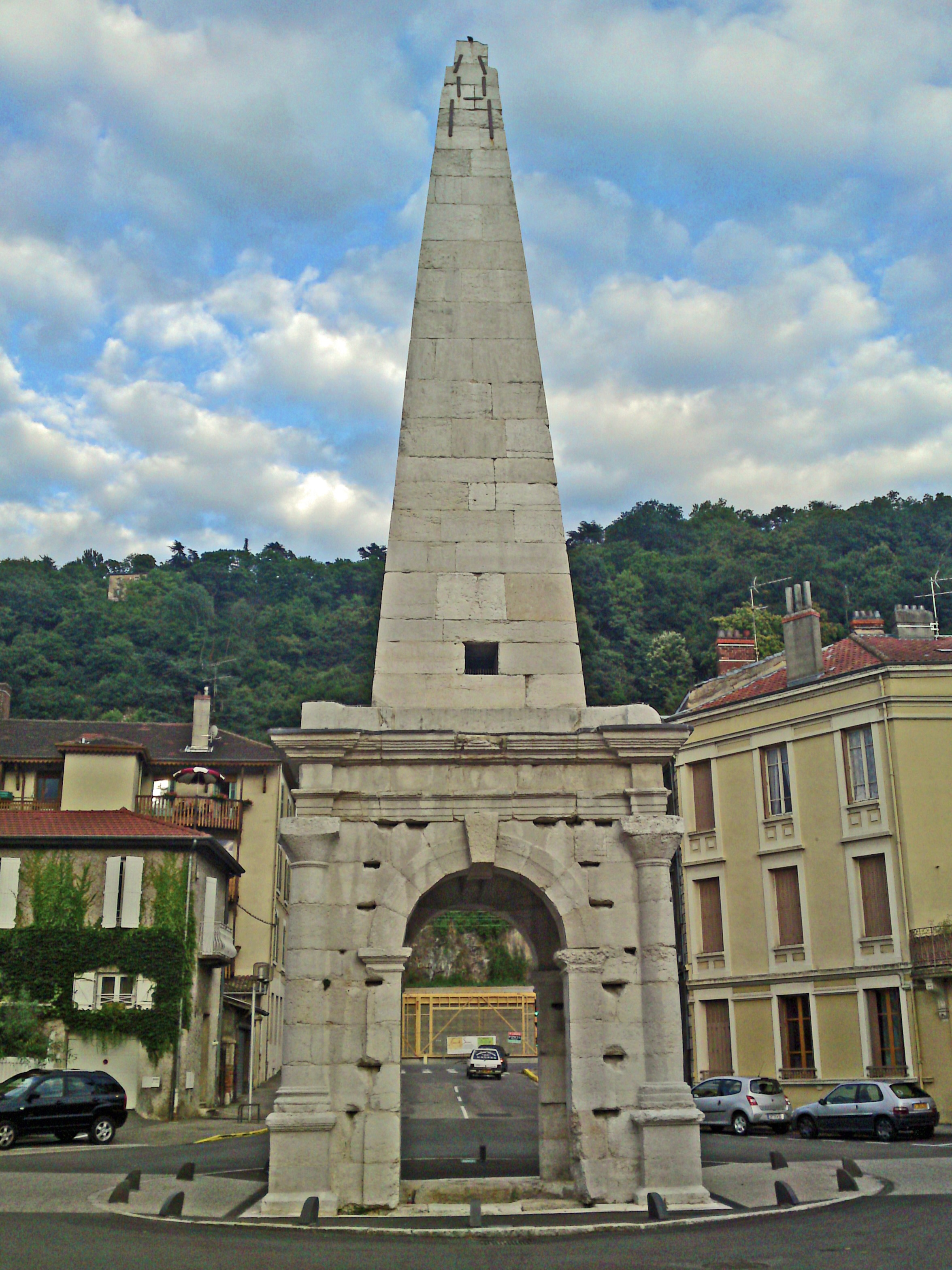
Pyramide
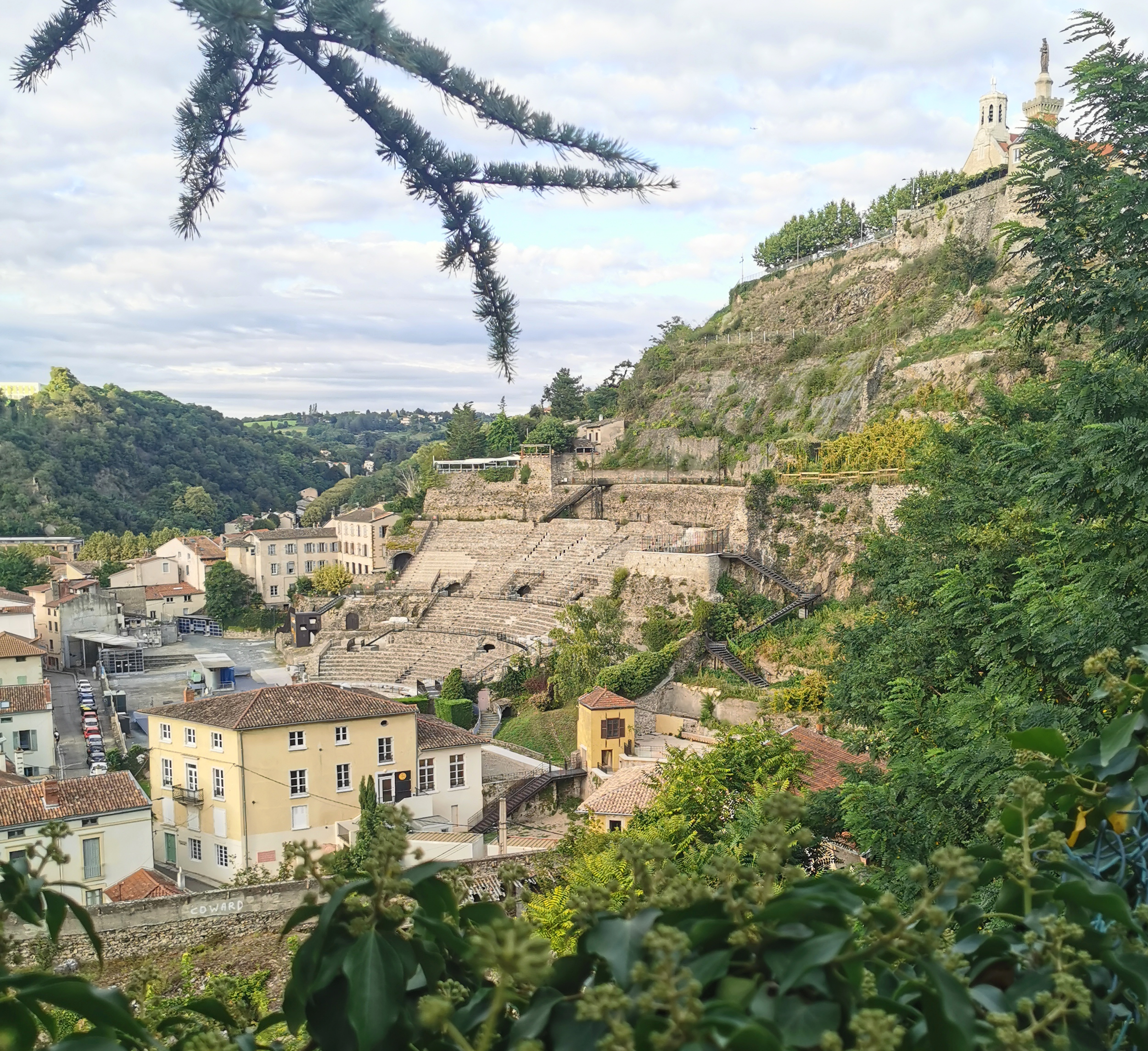
Mont Pipet met het Romeinse theater
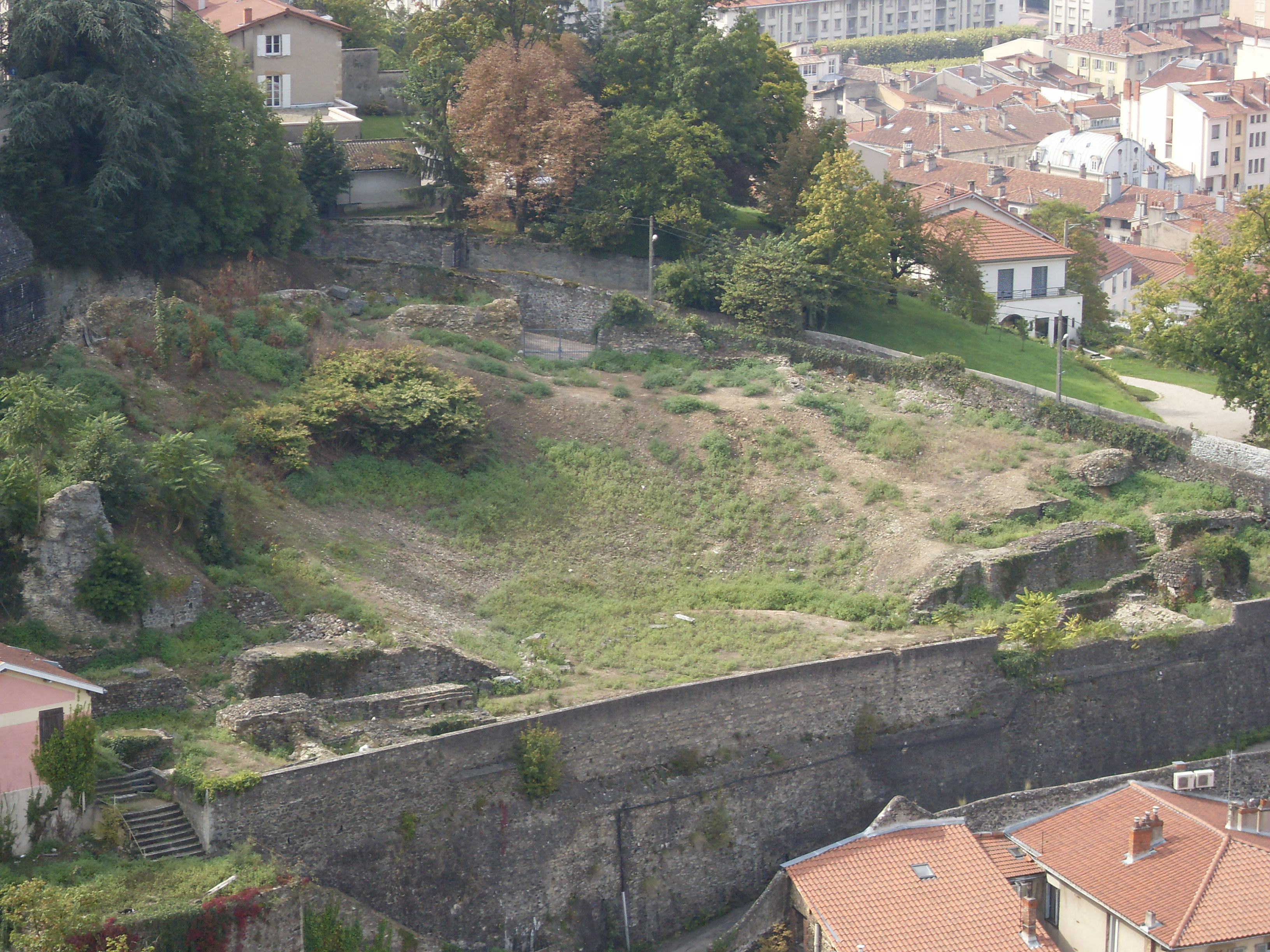
Odeon
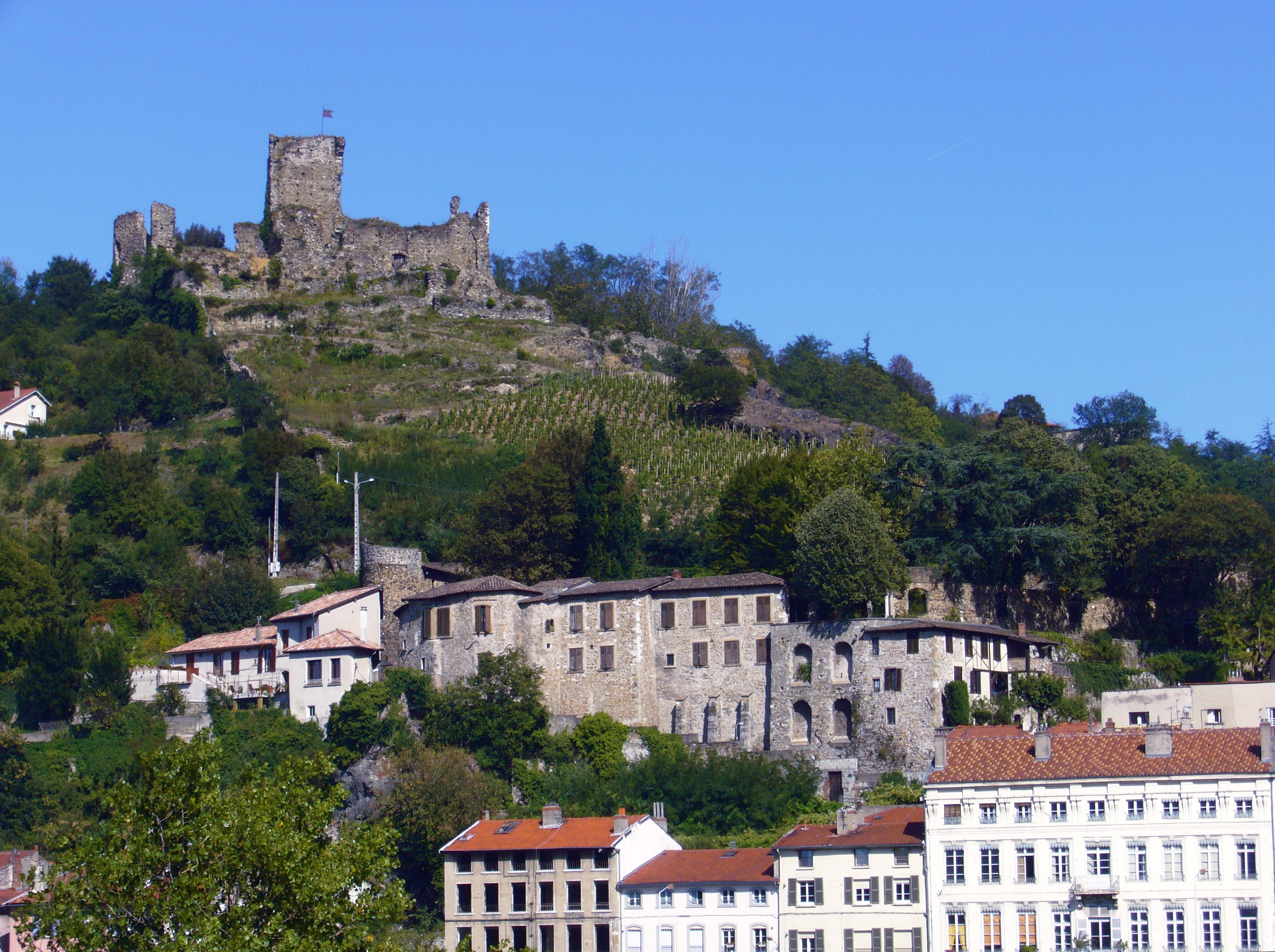
Château de La Bâtie
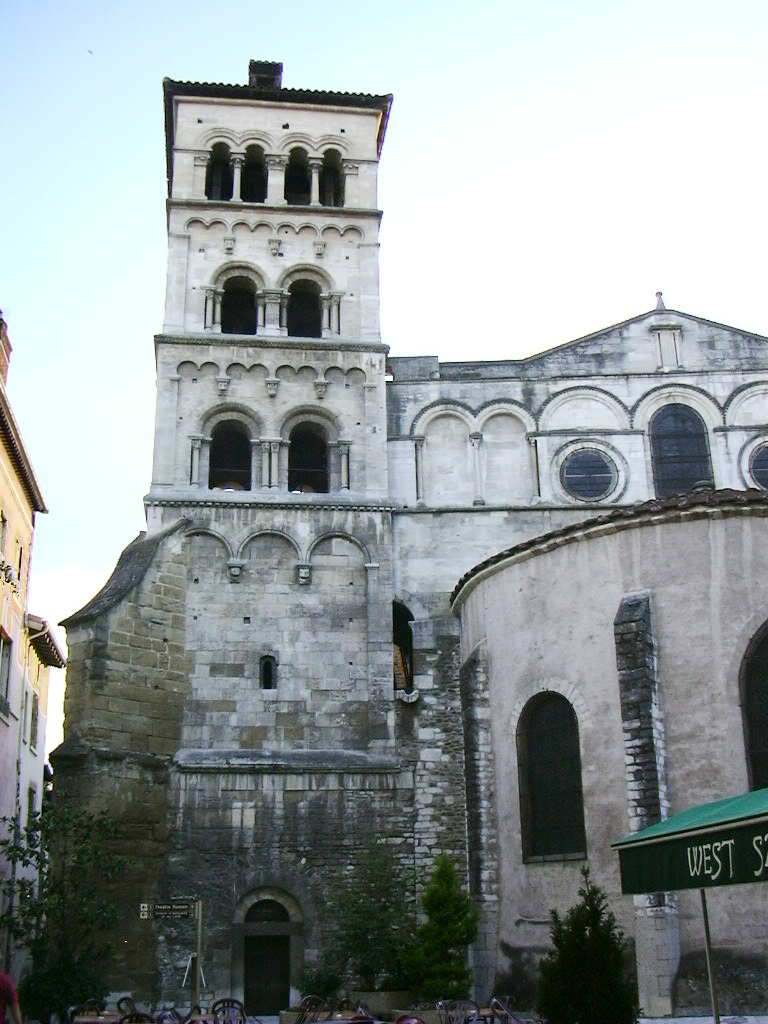
De kerk van de voormalige abdij St-André-le-Bas
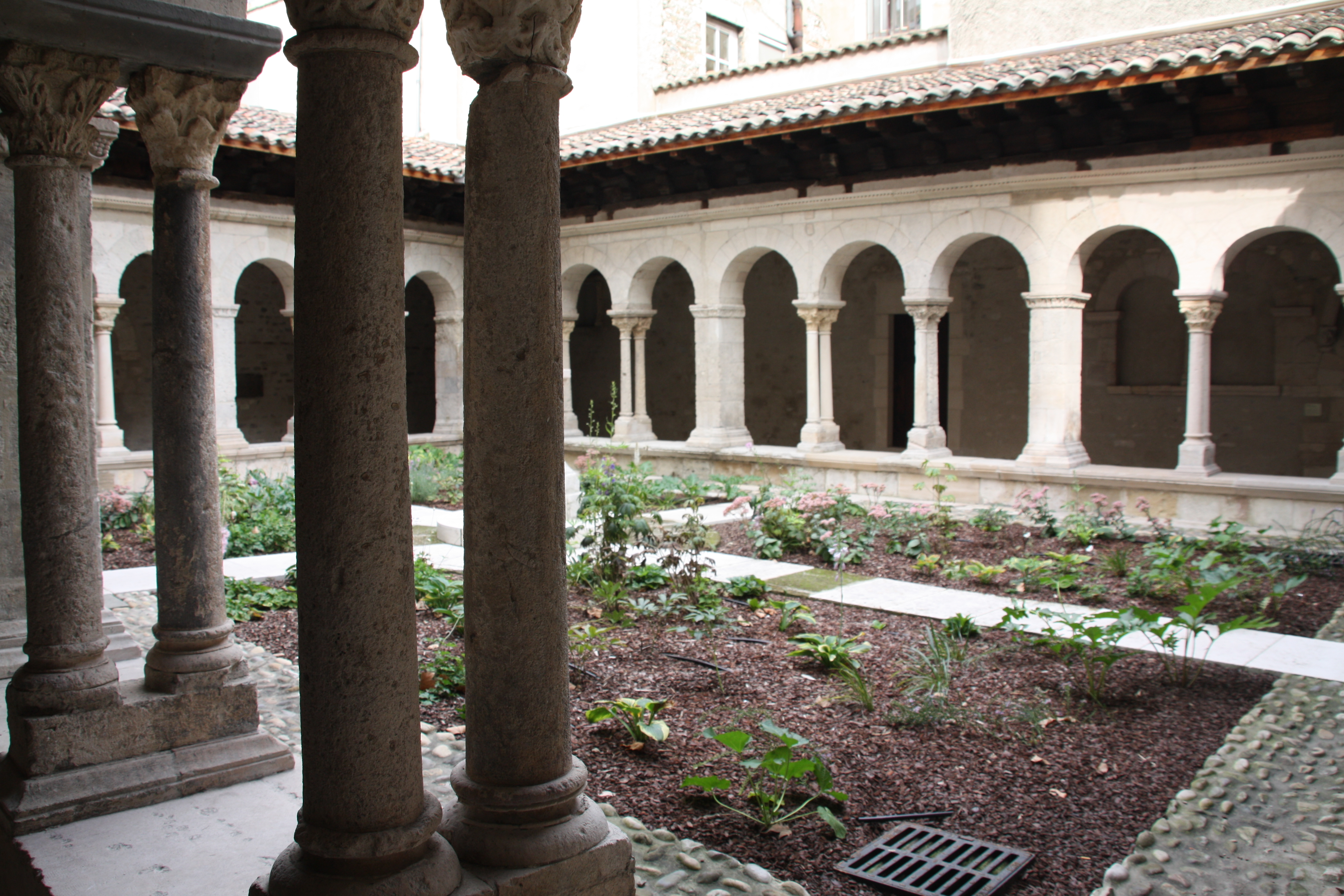
Klooster van de abdij St-André-le-Bas
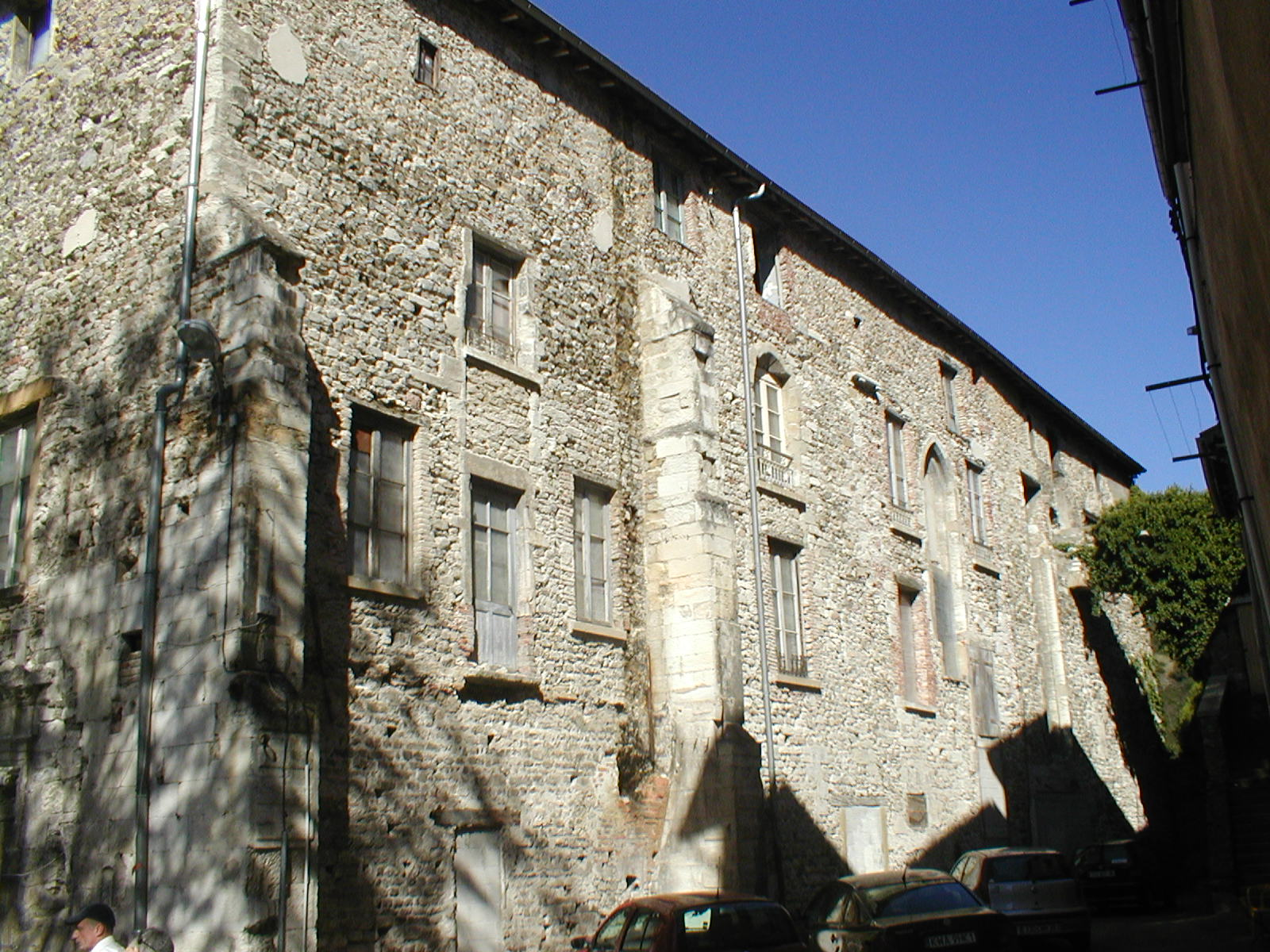
Voormalige abdij Saint-André-le-Haut
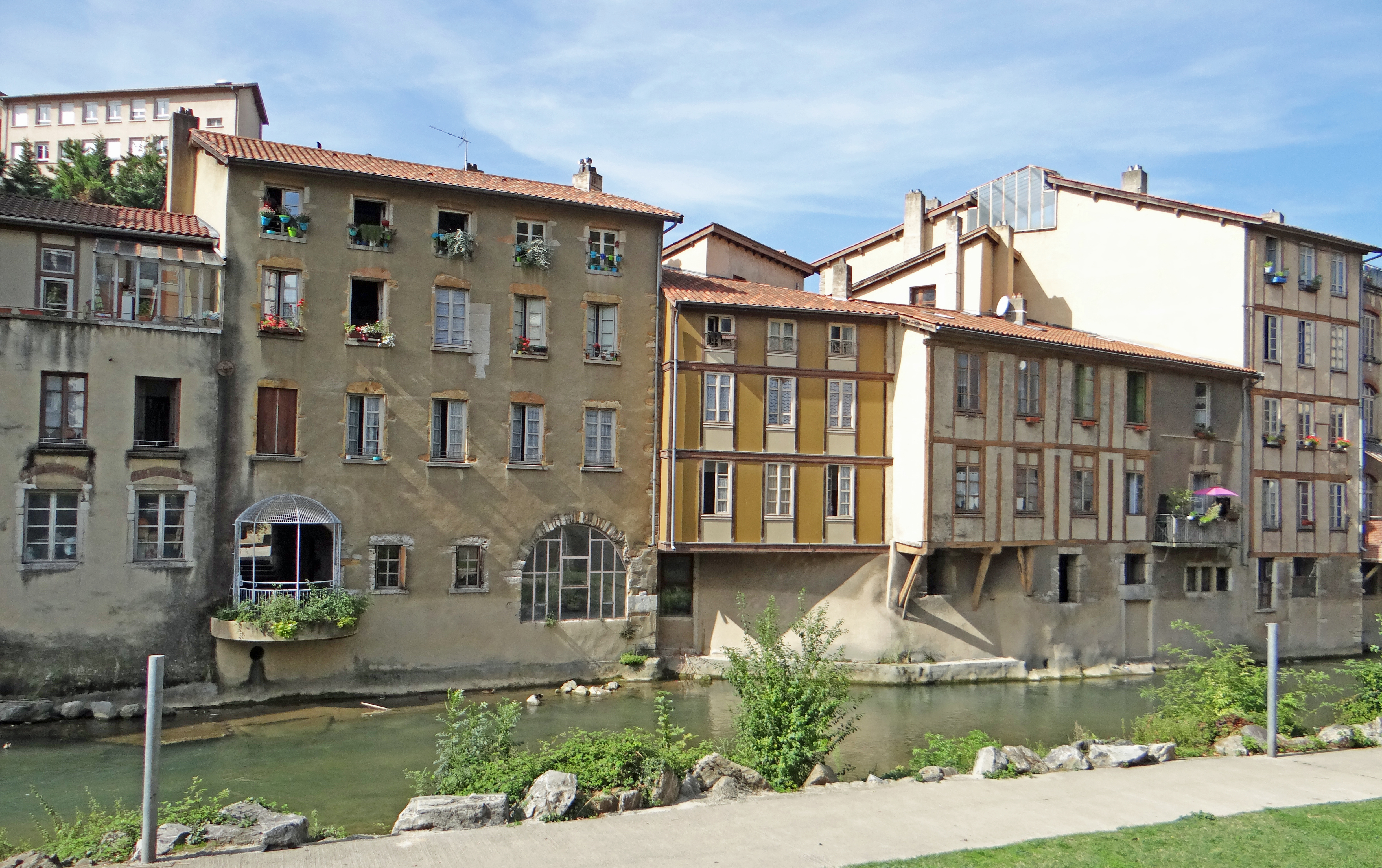
Gebouwen langs de Gère

### Musea

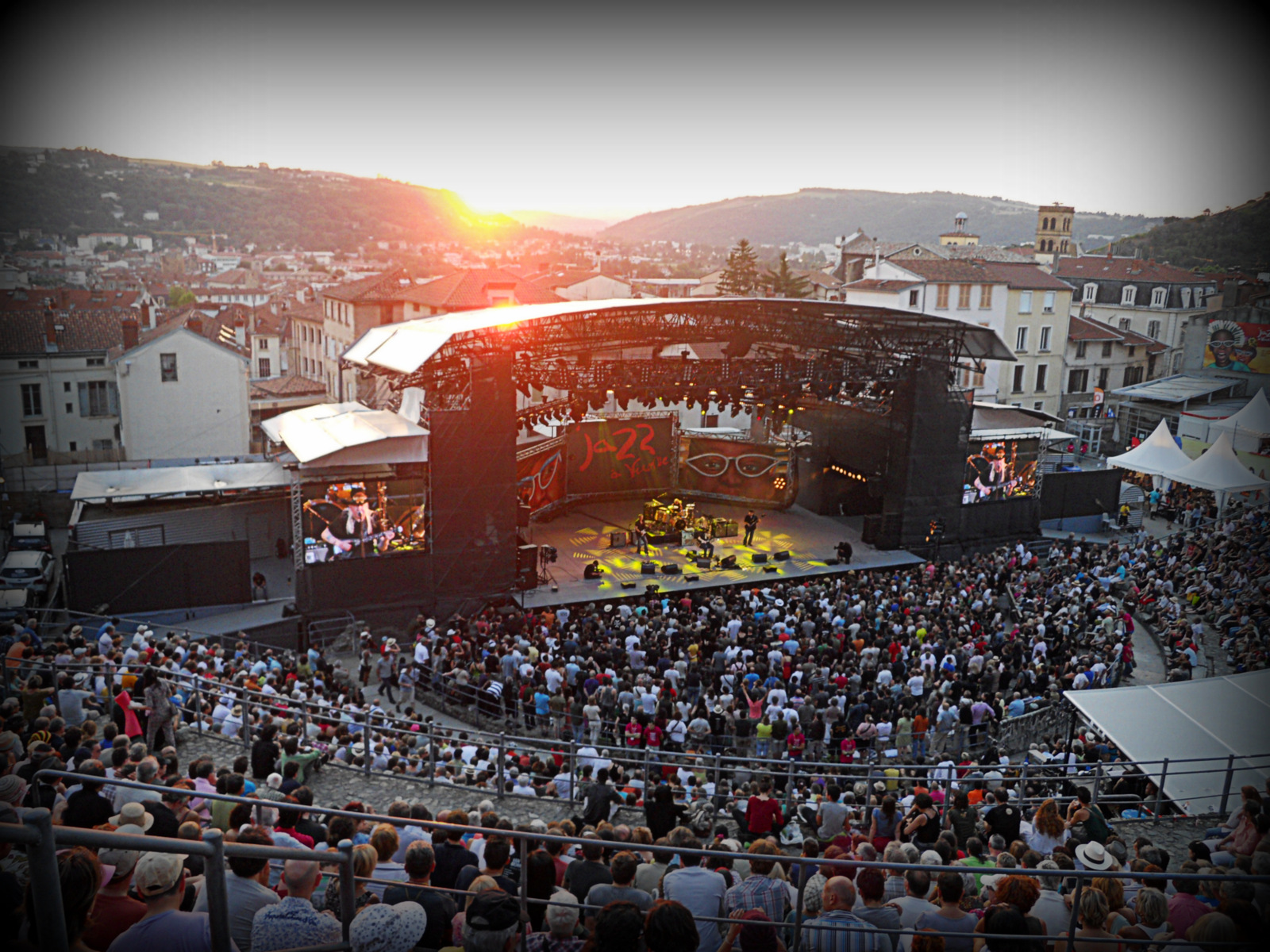
Jazz à Vienne 2013 in het Romeinse theater

- Musée des Beaux-Arts et d’Archéologie, met permanente tentoonstellingen van antieke en middeleeuwse vondsten, keramiek en schilderijen
- Musée de l’Industrie textile, geopend in 2019

### Jazz à Vienne
Het jazzfestival Jazz à Vienne werd voor het eerst gehouden in 1981 en trekt jaarlijks meer dan 200.000 bezoekers.

### Theaters
Vienne telt twee theaters: het Théâtre François-Ponsard en het Théâtre Saint-Martin.

### Gastronomie
Vienne heeft een gastronomische traditie, met het restaurant La Pyramide, eertijds van Fernand Point en anno 2022 van Patrick Henriroux.

## Geboren in Vienne
- Decimus Julius Capito (1e eeuw - tweede eeuw), Romeins functionaris
- Mamertus (ca. 400-475), aartsbisschop en heilige
- Joseph Bernard (1866-1931), beeldhouwer
- Bernard Vallet (1954), wielrenner
- Rémy Amieux (1986), voetballer
- Fabien Boyer (1991), voetballer
- Romain Seigle (1994), wielrenner
- Maëlle Garbino (1996), voetbalster